# Nepáli szürkebegy
A nepáli szürkebegy (Prunella immaculata) a madarak osztályának verébalakúak (Passeriformes) rendjébe és a szürkebegyfélék (Prunellidae) családjába tartozó faj.

## Rendszerezése
A fajt Brian Houghton Hodgson angol természettudós írta le 1845-ben, az Accentor nembe Accentor immaculatus néven.

## Előfordulása
Bhután, Kína, India, Mianmar és Nepál területén honos. Természetes élőhelyei a szubtrópusi vagy trópusi hegyi esőerdők és magaslati cserjések, főleg víz közelében. Állandó, nem vonuló faj.

## Megjelenése
Testhossza 14,5 centiméter, testtömege 20 gramm.

## Életmódja
Gerinctelenekkel és magvakkal táplálkozik, néha bogyókat is fogyaszt.

## Természetvédelmi helyzete
Az elterjedési területe rendkívül nagy, egyedszáma stabil. A Természetvédelmi Világszövetség Vörös listáján nem fenyegetett fajként szerepel.